# Listen to Srečna mladina
Listen to Srečna mladina je četrti studijski album ljubljanske alternativne rock skupine Srečna mladina, izdan 16. aprila 2005 pri založbi trgovine Obsešen.
Album vsebuje CD s sountrackom in DVD z istoimenskim dokumentarnim filmom o rolkanju, ki ga je režiral Jaka Babnik. Ta je leta 2006 na Festivalu neodvisnega filma za film dobil priznanje za kamero in zvok.
Istega leta je doživel premiero tudi kratki film V avtu avtorjev skupine Videoklub, ki vsebuje skladbi »Organophobia« in »Bob' Street«. Skladba pa »Humus Sapiens« pa je bila 2008 uporabljena v filmu Pokrajina št. 2 režiserja Vinka Mödendorferja.

## Ozadje
Posveti med skupino in režiserjem Jako Babnikom so se začeli že med delom za prejšnjo izdajo, 10. letnik. Večina inštrumentov (bobni, bas in kitare) je bila posneta v Studiu Jork v Dekanih februarja 2005. Snemal je Grant Austin. Naknadna nasnemavanja so se dogajala marca 2005 v Studiu Metelkova, Z Studiu in Studiu KifKif. Programiranje in snemanje klaviatur se je dogajalo v Bobrovem gnezdu. V skupini je na bas kitari debitiral Gašper Gantar. 
Plošča se je miksala marca 2005 v Dekanih.
Na dan izida albuma se je v Cankarjevemu domu odvrtela premiera filma, kjer je Srečna mladina, skrita za platnom, igrala glasbo v živo. Oktobra 2005 je v režiji Benjamin produkcije izšel videospot za skladbo »Humus Sapiens«. CD in DVD sta sprva izšla kot dodatek k rolkarski reviji Pendrek, kasneje pa je izdelek izšel tudi v običajni obliki in se ga je dalo kupiti v trgovinah.

## Seznam pesmi
Vse pesmi je napisala skupina Srečna mladina.
1. »Humus Sapiens« – 3:29
2. »No. 19128_2« – 4:40
3. »Gen genu« – 6:57
4. »Organophobia« – 1:58
5. »Divji grm na vzhodu« – 4:06
6. »Jurileksmi« – 1:38
7. »I Have One Peasant in Switzerland« – 4:15
8. »No. 19128_1« – 3:11
9. »Zlati tuš« – 3:28
10. »Vum Vum« – 5:29
11. »[tišina]« – 5:29

## Zasedba

### Glasbeni album
| Srečna mladina - Vlado Mihajlović — kitara, vokal - Andrej Zavašnik — tolkala - Tim Kostrevc — programiranje, klaviature, saksofon, vokal - Peter Dekleva — kitara, vokal, klaviature - Gašper Gantar — bas kitara, kontrabas | Ostali - Julij Zornik — produkcija, miksanje, mastering - Grant Austin — snemalec - Rok Podbevšek — snemalec - Žarko Pak — snemalec - Herz — manipulator programiranja - Luka Jamnik — Korg & Arp manipulator - Grant Austin — dude |

### Film
| Rolkarji - Uroš Kovač - Igor Kragelj - Matic Gomboc - Anže Košmerlj - Tomaž Šantl - Dean Gostimirovič | Tehnična ekipa - Jaka Babnik — režija in kamera - Jaka Babnik & Gorazd Kernel — montaža - Jasmin Talundžič — oblikovanje |